# シンガポール日本人幼稚園

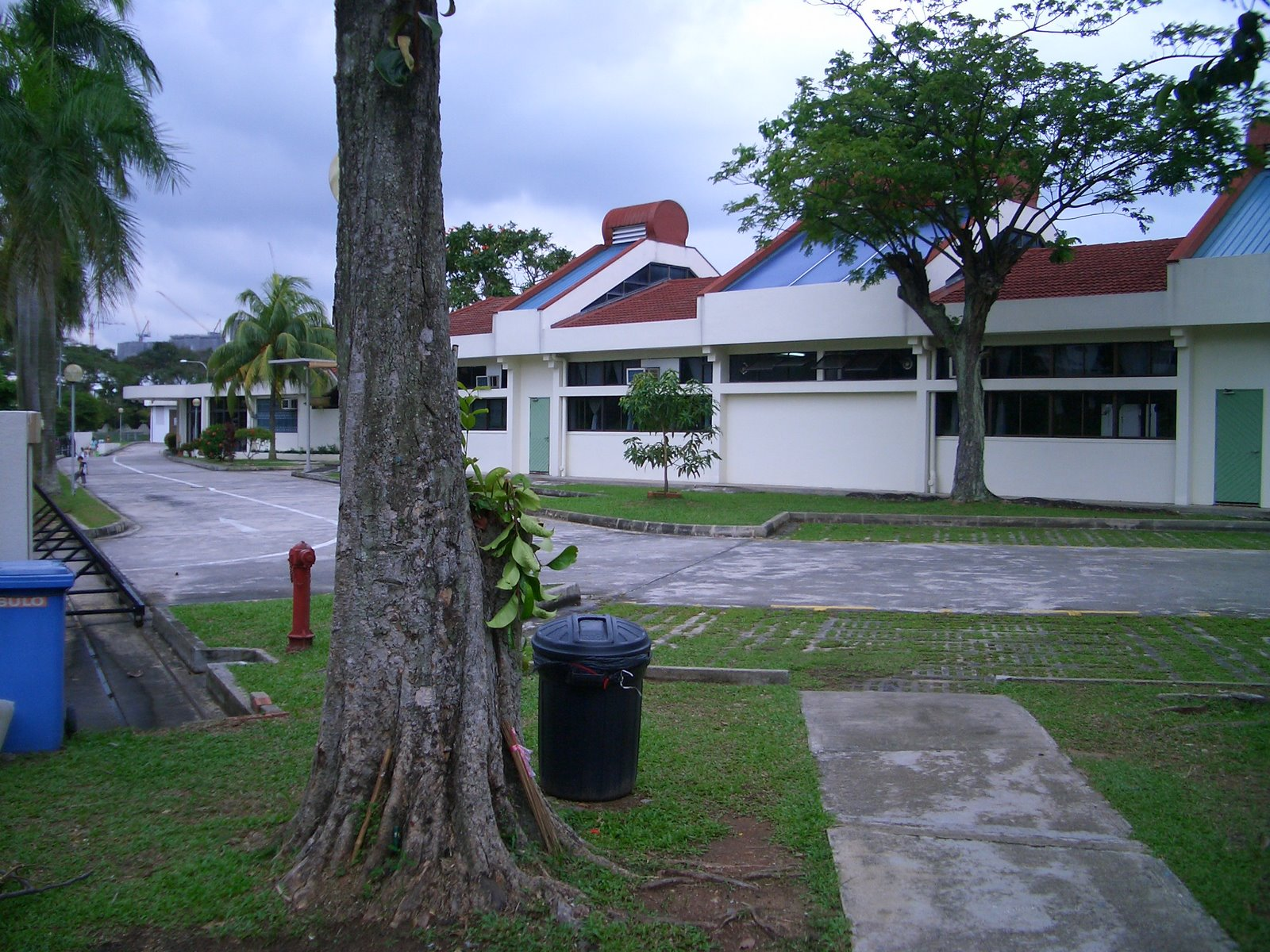
シンガポール日本人幼稚園

シンガポール日本人幼稚園（英語：Japanese Kindergarten）はシンガポールにある日本人向けの幼稚園。1989年4月16日にシンガポール政府教育省の認可を受け設立された。シンガポール日本人学校中学部に隣接している。卒園後はシンガポール日本人学校に上がる園児も多い。教諭は文部科学省教育職員免許法による有資格者で、内容は日本の幼稚園教育要領に基づいた教育が行われる。

## クラス編成
- プレイグループ・・1クラス  15名
- 準年少・・・・・・3クラス  60名
- 年少・・・・・・・5クラス 130名
- 年中・・・・・・・4クラス 120名
- 年長・・・・・・・4クラス 128名